# Budapest Honvéd Football Club
Il Budapest Honvéd Football Club (dall'ungherese: honvéd, letteralmente: «difensore della patria», ovvero: milite) noto a livello internazionale semplicemente come Honvéd (/ˈhonveːd/), è una società polisportiva ungherese con sede a Budapest. La sua squadra di calcio milita nella Nemzeti Bajnokság II, la seconda serie del campionato ungherese, essendovi stata retrocessa dalla massima serie al termine della stagione 2022-2023.
Il club è stato fondato nel 1909 con il nome di Kispest Athlétikai Club, mutuato da quello dell'omonimo sobborgo che si trovava appena fuori Budapest fino al 1950. Da allora, Kispest è stato inglobato dalla città e fa parte del Distretto XIX di Budapest. Quando fu fondato il club prese la forma di polisportiva ed esistevano squadre di atletica, boxe, ciclismo, ginnastica, lotta, scherma e tennis. Successivamente nacquero le divisioni di pallanuoto e pallamano.
Il nome Honvéd fu scelto nei primi anni cinquanta, quando il club era diretto dal ministero della difesa ungherese. Era la squadra dell'esercito magiaro (ai tempi dell'Impero austro-ungarico honvéd era il milite appartenente alla difesa territoriale ungherese). Nel 1991 il club fu rinominato Kispest Honvéd Football Club e nel 2003 adottò il nome attuale.
Nel club militò Ferenc Puskás, uno dei più forti calciatori di tutti i tempi (1943-1956).

## Storia

### Inizi e fondazione come Kispesti AC
Già all'inizio del 1904 emersero iniziative per introdurre il calcio a Kispest, che all'epoca era un comune autonomo e sobborgo di Budapest. Così un gruppo di studenti fondò il Kispest Sport Club, registrandolo alla Ifjúsági Labdarúgó Szövetség (la lega calcio giovanile di allora) come club giovanile, ma poi non si seppe più nulla. Pochi anni dopo grazie al dott. Bálint Varga, un insegnate, fondò insieme ai suoi colleghi nel ristorante Éder il 10 agosto 1908 il Kispesti Athlétikai Club. Tuttavia la data ufficiale di fondazione è considerata il 3 agosto 1909 in quanto alcuni membri non riconobbero parte dello statuto di fondazione sino a tale giorno. Inizialmente la società polisportiva comprendeva atletica, ginnastica e scherma ma non il gioco del calcio, che fu aggiunto solo in seguito a numerosi dibattiti nel 1909. Nella primavera del 1909, cominciarono le prime partite non ufficiali contro varie squadre delle cittadine vicine come Erzsébetfalva, Lőrinc, Rákosliget e Rákoscsaba che all'epoca erano tutti comuni autonomi o sobborghi (oggi inglobate nella città di Budapest). Queste partite furono giocate sul prato Katona (un campo che sorgeva tra tra via Fő e via Batthyány). Successivamente nello stesso anno, dopo problematiche varie, ci fu la prima riorganizzazione societaria, con l'elezione di nuovi membri e figure all'interno della società, l'ampliamento fino ad otto discipline sportive (atletica, lotta, ciclismo, pugilato, tennis, ginnastica, scherma e calcio), e fu posta maggiore attenzione sulla sezione del calcio, che di fatto fu iscritta ed accolta ufficialmente nella MLSZ (la Federazione Calcistica Ungherese). Dopo due buone annate, grazie all'entusiasmo della gente di Kispest e la rapida espansione del gioco del calcio in europa, il 1911 fu anno di grande espansione per piccolo e neonato club, poiché l'architetto Károly Csimár (uno dei cittadini più ricchi e influenti di Kispest in quel periodo), divenne presidente diede un aiuto straordinario, donando 1.000 corone al club e facendo anche iniziare i lavori di costruzione per un proprio stadio. La squadra chiuse il campionato con un ottimo ottavo posto nella prima divisione, giocando in quell'anno anche la sua prima partita internazionale, nella fattispecie a Brno vincendo 2-1 contro l'FC Brno. Nel 1913 fu inaugurato il primo campo ufficiale del club in via Sárkány, che in seguito gli avversari soprannominarono la "grotta del drago". Con lo scoppio della Prima guerra mondiale i campionati non iniziarono, prendendo parte negli anni del conflitto bellico solo ad amichevoli o piccoli tornei. Alla fine della guerra, causa estrema povertà assieme ad un paese che ne usciva sconfitto vedendosi annullare territori assieme allo scioglimento dell'Impero austro-ungarico furono anni difficili non solo per il club, che porterà poche soddisfazioni, ma per tutto il paese. Fino allo scoppio della seconda guerra mondiale la squadra, era una compagine minore all'interno del calcio ungherese, riuscendo però a vincere il suo primo trofeo nazionale, ovvero una Coppa d'Ungheria nel 1926 vinta ai supplementari contro il BEAC per 3-2. Nell'anno successivo alla conquista della coppa nazionale, data la costante affluenza di pubblico, l'impianto di gioco subì un rinnovamento grazie ai fondi del comune di Kispest. La crisi economica dei primi anni '30 aggravò ulteriormente la situazione del calcio ungherese, ci furono molti cambiamenti, e la MLSZ spinta dal fatto che i vicini austriaci, i primi in Europa, introdussero il professionismo pochi anni prima, varò nuove tasse e pose fine all'impronta del campionato pseudo-dilettantistico, in favore del professionismo. Inoltre nel 1934 le strutture dello stadio andarono distrutte durante un gravoso incendio.
Sul finire degli anni 30' dopo aver superato il periodo di crisi economica che affliggeva il paese, il presidente di allora József Molnár, per sostituire il vecchio impianto danneggiato dal fuoco pochi anni prima, fece costruire uno stadio più grande e più moderno. Il nuovo impianto fu inaugurato il 2 gennaio del 1938 con una capienza totale di 8 000 spettatori di cui 5 000 posti a sedere e 3 000 posti in piedi, il nuovo impianto all'avanguardia per l'epoca era dotato di spogliatoi moderni, dotati di acqua calda e fredda.
Inoltre il nuovo stadio fu più facile da raggiungere perché situato ora a pochi metri dal capolinea del tram n. 42, all'interno dell'impianto sportivo fu costruito anche un complesso termale. 
Sempre nello stesso anno il club partecipò per la prima volta alla Coppa dell'Europa Centrale, affrontando come avversaria l'Inter allora chiamata Ambrosiana, in un doppio incontro giocato a Milano all'Arena Civica all'andata e nel nuovo stadio di Kispest al ritorno.
Con il crescente pubblico che accorreva sempre di più nelle partite casalinghe, il 12 febbraio 1939 lo stadio è stato ulteriormente ampliato e ammodernato portandolo alla capacità di 15 000 posti.
Durante gli anni trenta diede alla nazionale che partecipò ai Mondiali del 1934 i giocatori Rezső Rozgonyi e Rezső Somlai. Inoltre tra le sue file era presente Ferenc Puskás I, il padre di Ferenc Puskás, divenuto allenatore della squadra negli anni quaranta.

### Budapest Honvéd SE
Nel 1943 debuttarono con la maglia del Kispest sia Ferenc Puskás che József Bozsik e tra il 1947 ed il 1948 ne prese le redini come allenatore Béla Guttmann. L'epoca d'oro del club iniziò l'anno dopo, quando il Ministero della Difesa ne prese il controllo ed il Kispest, acquisendo il nome di Honvéd, divenne la squadra dell'Esercito. Il regista dell'operazione fu Gusztáv Sebes, che ricopriva la carica di allenatore della nazionale. L'obiettivo di Sebes, grande ammiratore del Wunderteam austriaco e dell'Italia che aveva vinto i mondiali del 1934 e del 1938, era di dare alla nazionale lo stesso gioco, facendo sì che molti giocatori militassero nella stessa squadra di club. Così, considerato che quando l'Ungheria divenne una repubblica socialista le squadre più forti erano il Ferencváros e l'MTK, e non potendone disporre - la prima considerata inadatta a causa delle sue tradizioni nazionaliste e di destra, la seconda già passata sotto il controllo della polizia segreta del regime, l'AVH - raggiunse il suo obiettivo con il Kispest.
Così il nome del club cambiò dall'originario Kispest ad Honvéd, in onore dell'esercito territoriale ungherese, chiamato Honvédség (in tedesco Landwehr nella parte austriaca dell'Austria-Ungheria).

### L'epoca d'oro

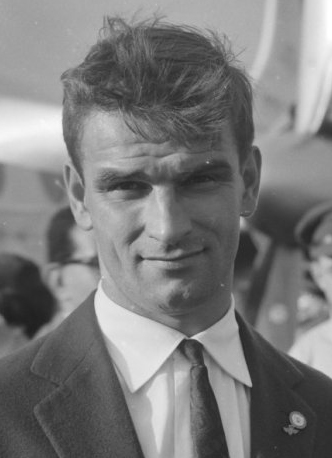
Sándor Kocsis, uno dei protagonisti dell'epoca d'oro dell'Honvéd

Grazie all'influenza dell'esercito l'Honvéd divenne una squadra fortissima, destinata a dominare il calcio ungherese negli anni futuri. Infatti arrivarono a vestire la sua maglia giocatori come Sándor Kocsis, Zoltán Czibor e László Budai dal Ferencváros, Gyula Lóránt dal Vasas SC e il portiere Gyula Grosics. L'obiettivo di Sebes di far diventare l'Honvéd il serbatoio della sua nazionale riuscì in pieno. Durante gli anni cinquanta questi giocatori formarono l'ossatura del leggendario Aranycsapat, la Squadra d'oro, aiutando l'Ungheria a vincere il torneo di calcio dei Giochi Olimpici del 1952 e la Coppa Internazionale 1948-1953 e di arrivare in finale ai mondiali del 1954.
Ma non fu solo la nazionale a vincere trofei, infatti l'Honvéd vinse il campionato nelle stagioni 1949-50, 1950, 1952, 1954 e 1955. La fama della squadra era tale da aver oltrepassato i confini nazionali e i campioni d'Inghilterra del Wolverhampton Wanderers Football Club proposero di disputare un'amichevole. L'incontro fu giocato il 13 dicembre 1954. Gli inglesi vinsero 3-2, ma l'impressione destata dai magiari fu molto positiva, tanto che sulla base di poter avere molti incontri di quel livello fu istituita la Coppa dei Campioni.

### I fatti del 1956
Nel 1956 l'Honvéd si qualificò per la seconda edizione della Coppa dei Campioni e nel primo turno giocò contro gli spagnoli dell'Athletic Bilbao. L'incontro di andata, giocato in trasferta, vide la vittoria degli spagnoli per 3-2. La partita di ritorno, vista l'invasione di Budapest da parte dell'esercito sovietico successivo alla rivoluzione ungherese, su richiesta dei giocatori, che si rifiutarono di tornare in patria, fu disputato nello Stadio Heysel di Bruxelles. La partita finì 3-3, sancendo quindi l'eliminazione dell'Honvéd che però giocò gran parte della partita in 10 a causa dell'infortunio del portiere, sostituito da Zoltán Czibor vista l'impossibilità di effettuare cambi.
Successivamente all'eliminazione dalla Coppa dei Campioni l'Honvéd si trovò di fronte a diversi problemi. Infatti i giocatori, riuscendo a farsi raggiungere dai propri familiari, rifiutarono di tornare in patria e, nonostante il divieto posto dalla Federazione calcistica ungherese, passata sotto il controllo dell'URSS, l'allenatore Béla Guttmann organizzò una tournée in Italia, Portogallo e Spagna. In quest'ultimo paese gli ungheresi pareggiarono 5-5 contro una selezione di Madrid, che contava parecchi elementi del Real Madrid campione d'Europa e vinse 4-3 contro il Barcellona. Dopo aver rifiutato un'offerta di asilo politico da parte del Messico e l'invito a disputare il campionato messicano, vennero programmati degli incontri in Brasile contro Botafogo e Flamengo. Nel frattempo la FIFA dichiarò che nessuno avrebbe potuto utilizzare il nome Honvéd, dichiarando quella squadra illegale. Al rientro in Europa alcuni giocatori, tra cui József Bozsik, László Budai, Gyula Lóránt e Gyula Grosics, decisero di tornare in Ungheria, altri, come Zoltán Czibor, Sándor Kocsis e Ferenc Puskás vennero ingaggiati dai ricchi club spagnoli: quest'ultimo andò nel Real Madrid, i primi nel Barcellona.

### L'epoca post-rivoluzionaria
La defezione dei suoi migliori giocatori fece cadere l'Honvéd in una profonda crisi tale che nel 1957 si salvò dalla retrocessione solo grazie all'allargamento della massima serie deciso della Federazione. Le uniche vittorie furono quelle della Coppa Mitropa 1959, giunta battendo in finale l'MTK dopo i calci di rigore, e la Coppa d'Ungheria del 1964.

### La seconda epoca d'oro
Dopo sedici anni dalla vittoria del suo ultimo trofeo e a venticinque dall'ultima vittoria nel campionato, negli anni ottanta e nella prima metà dei novanta, sotto la guida di Lajos Tichy come allenatore e trascinata da Imre Garaba, l'Honvéd tornò ai vertici del calcio ungherese, conquistando complessivamente otto scudetti tra il 1980 ed il 1993. Per due volte, nel 1985 e 1989, alla vittoria in campionato si aggiunsero due Coppe d'Ungheria. I giocatori più rappresentativi furono Kálmán Kovács, Lajos Détári, Béla Illés, Gábor Halmai e István Vincze. Nel 1991 il club riassunse il nome Kispest e divenne Kispest Honvéd Football Club.

### Un nuovo declino
Il ritorno del nome Kispest e l'essersi affrancata dal controllo dell'esercito non portò particolare fortuna al club. Infatti la squadra andò incontro ad anni particolarmente difficili, durante i quali i proprietari pensarono addirittura di trasferire l'Honvéd fuori da Budapest. Nel 1996 la squadra riuscì a conquistare solo una Coppa d'Ungheria, negli anni successivi si alterano piazzamenti medio-bassi iniziando lentamente il declino. Nel 2003 anno più buio della storia del club, oltre ai problemi economici il club era sotto pressione politica, vedendo la retrocessione addirittura nella seconda divisione ungherese, risultato così basso mai raggiunto dal club, il quale nella sua lunga storia aveva partecipato sempre in massima serie. La squadra fu acquistata per la prima volta nella sua storia da un proprietario non ungherese, nella fattispecie l'italiano Piero Pini imprenditore del settore alimentare. Con l'entrata della nuova dirigenza ci fu un nuovo cambio di denominazione, dopo una sola stagione passata in NBII dove vincendo il campionato, torna prontamente nella massima serie, riuscendo anche ad arrivare in finale di Coppa d'Ungheria contro il Ferencváros riuscendo anche a staccare l'accesso ai preliminari di Coppa UEFA per la stagione successiva. Nel 2004 la società proprietaria, la Kispest Honvéd Sports Circle Ltd, fortemente indebitata con lo Stato a causa di tasse e bollette non pagate, come conseguenze ci furono tra tutte il taglio dell'acqua e dell'elettricità al Bozsik Stadion cosa mai successa nella storia del club, dopo alcuni mesi in cui lo stadio giaceva in condizioni di totale abbandono visto l'impossibilità di pagare stipendi e manutenzione necessaria, entrò in una grave crisi finanziaria e fallì. Pertanto vi era il grande rischio che la squadra venisse radiata, conseguenza della sospensione dal campionato decisa il 26 settembre 2005 dalla Federazione. Nell'estate del 2006 ci fu un nuovo cambio di proprietà, con l'italiano Piero Pini che vendette il 100% delle quote all'imprenditore magiaro-statunitense George F. Hemingway già proprietario delle multinazionali americane Pizza Hut e Kentucky Fried Chicken. L'11 ottobre, dopo la fondazione di una nuova società, la Budapest Honvéd Football Club, che prese il posto della vecchia Kispest Honvéd FC e che ripianò tutti i debiti rimasti, la squadra venne riammessa nella prima divisione ungherese. Nel mese di agosto 2007, i nastri giudiziari di fronte alle tribune del Bozsik Stadion furono rimossi, iniziando una nuova alba per il club ed il calcio ungherese che vide così ritornare nella massima serie una sua ex gloria. Sempre nel 2007, la bandiera Mihály Tóth voluto fortemente dalla dirigenza tornò a distanza di dieci anni tra il clamore dei tifosi firmando un contratto triennale con il club.

### La lenta ripresa
Nella stagione 2006-07 il club tornò prontamente al successo conquistando ai calci di rigore la Coppa d'Ungheria contro il Debrecen, così facendo dando alla società la stagione successiva di ritornare in Europa giocando i preliminari di Coppa UEFA, vincendo al primo turno contro i moldavi del Nistru Otaci per un totale di 5-4 ma perdendo al secondo turno contro i forti tedeschi dell'Amburgo 4-0 al Volksparkstadion e 0-0 in casa uscendo difatti dalla competizione.
Nella stagione 2008-09 oltre a giocare i preliminari per la Coppa Intertoto dove i rossoneri eliminando prima i kazaki dello Jetisu 6-3 e poi i cechi del Teplice 3-3 passando il turno in virtù del gol fuori casa, vengono fermati al primo turno 2-1 dagli austriaci dello Sturm Graz dove nella partita di andata disputata in Austria entrambe le squadre hanno fatto una manifestazione contro il razzismo e la discriminazione. Sempre nella stessa annata il club di Kispest vince a distanza di due anni nuovamente la Coppa d'Ungheria vinta 1-0 nella doppia finale contro il Gyori ETO.
L'anno dopo grazie alla vittoria della coppa nazionale gioca i preliminari di Europa League incontrando i turchi del Fenerbahçe dove perde 5-1 ad Istanbul e 1-1 in casa uscendo dalla competizione.
Nella stagione 2012-13 con l'arrivo in panchina dell'italiano Marco Rossi partecipa all'Europa League eliminando al primo turno gli albanesi del Flamurtari Valona, ma venendo eliminato nel turno successivo dai russi dell'Anži. Nel mercato invernale il club si rafforza facendo arrivare dall'Italia calciatori come Davide Lanzafame, Raffaele Alcibiade, Leandro Martínez e Donato Bottone concludendo l'annata al terzo posto, entrando così nella top 3 a distanza di diciannove anni dall'ultima volta.

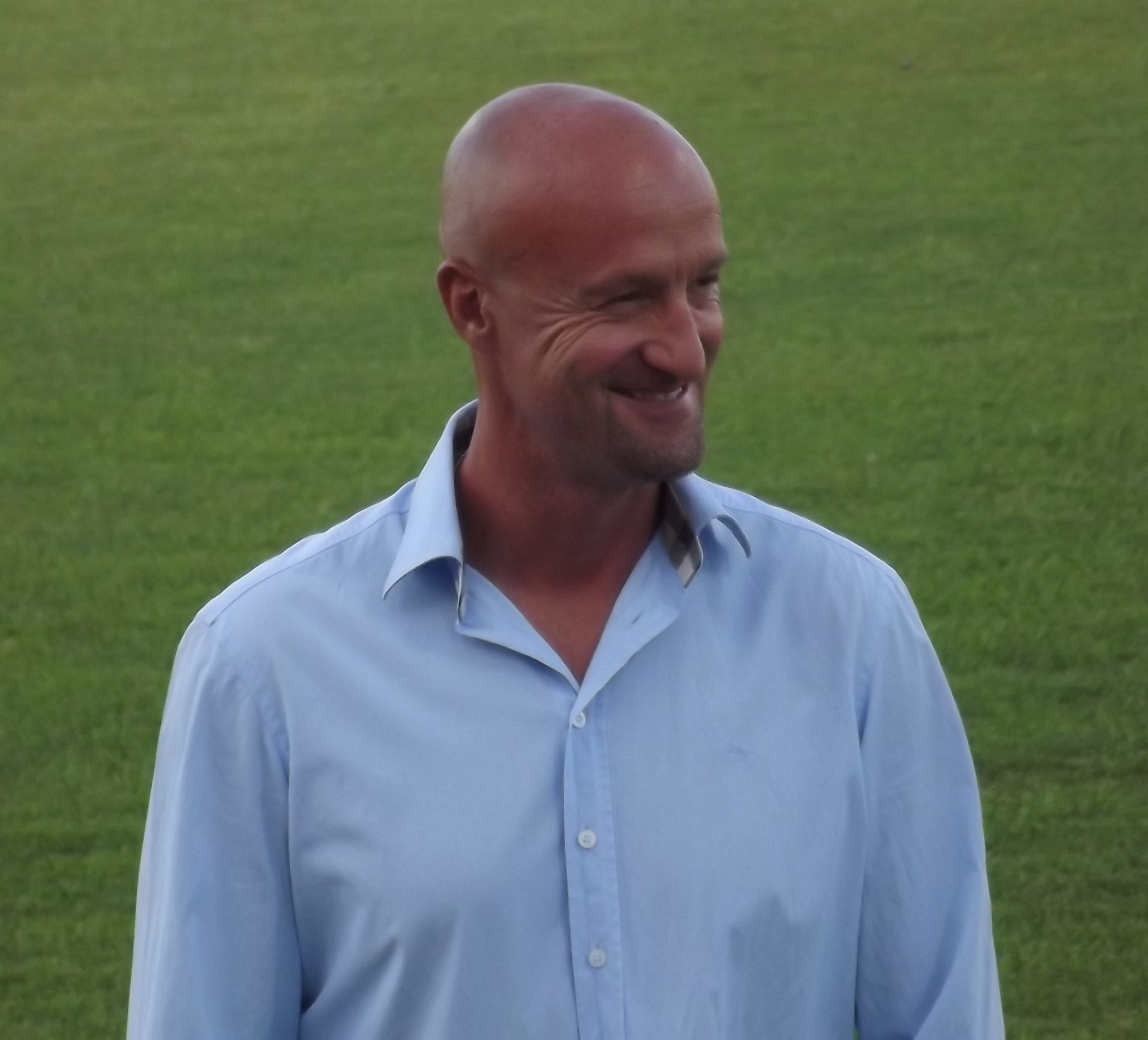
Marco Rossi, allenatore che nel 2016-17 riportò l'Honvéd alla vittoria del campionato dopo 24 anni

La stagione 2013-14 inizia con i preliminari di Europa League dove con un totale di 13-1 (9-0 in casa e 4-1 a Nikšić) stabilendo il record della vittoria più larga in una competizione europea batte i montenegrini del Čelik Nikšić accedendo al secondo turno dove incontra i serbi del Vojvodina perdendo con un totale di 5-1 e uscendo dalla competizione. In campionato dopo un buon inizio con la squadra tra le prime cinque in classifica ed un ricco mercato di riparazione che vede i nomi di Emiliano Bonazzoli ed Arturo Lupoli approdare in rossonero, causa un periodo di crisi da parte del club dove non riesce più a vincere arretrando all'ottava posizione in classifica, il 28 aprile 2014 portano Rossi a rassegnare le dimissioni, anche a causa di divergenze con la dirigenza che successivamente affida le redini della squadra a Miklós Simon allenatore della squadra B del club rossonero il quale riuscirà a concludere al nono posto.
La stagione 2014-15 parte con al timone della squadra l'italiano Pietro Vierchowod che torna così ad allenare una squadra a distanza di 9 anni dall'ultima volta, la stagione inizia male a causa di 3 sconfitte nelle prime 4 giornate vedendo col passare delle giornate l'impossibilità di posizioni al vertice scendendo sempre più in classifica porta la dirigenza il 6 ottobre 2014 dopo 6 sconfitte, un pareggio e 3 vittorie ad esonerare Vierchowod dopo solo 10 giornate, affidando la panchina ad interim all'olandese Jasper de Mujinck già ds del club, che guida la squadra ad un pari contro il Paks e ad una sconfitta contro il Kecskemét prima di lasciare l'incarico a József Csábi. Quest'ultimo dopo 2 pareggi, 4 sconfitte e nessuna vittoria con ormai la squadra all'ultimo posto si dimette dall'incarico facendo così ritornare a distanza di 11 mesi Marco Rossi che guida la squadra ad una semifinale di Coppa di Lega e alla salvezza concludendo il campionato al tredicesimo posto.

### Il ritorno al successo

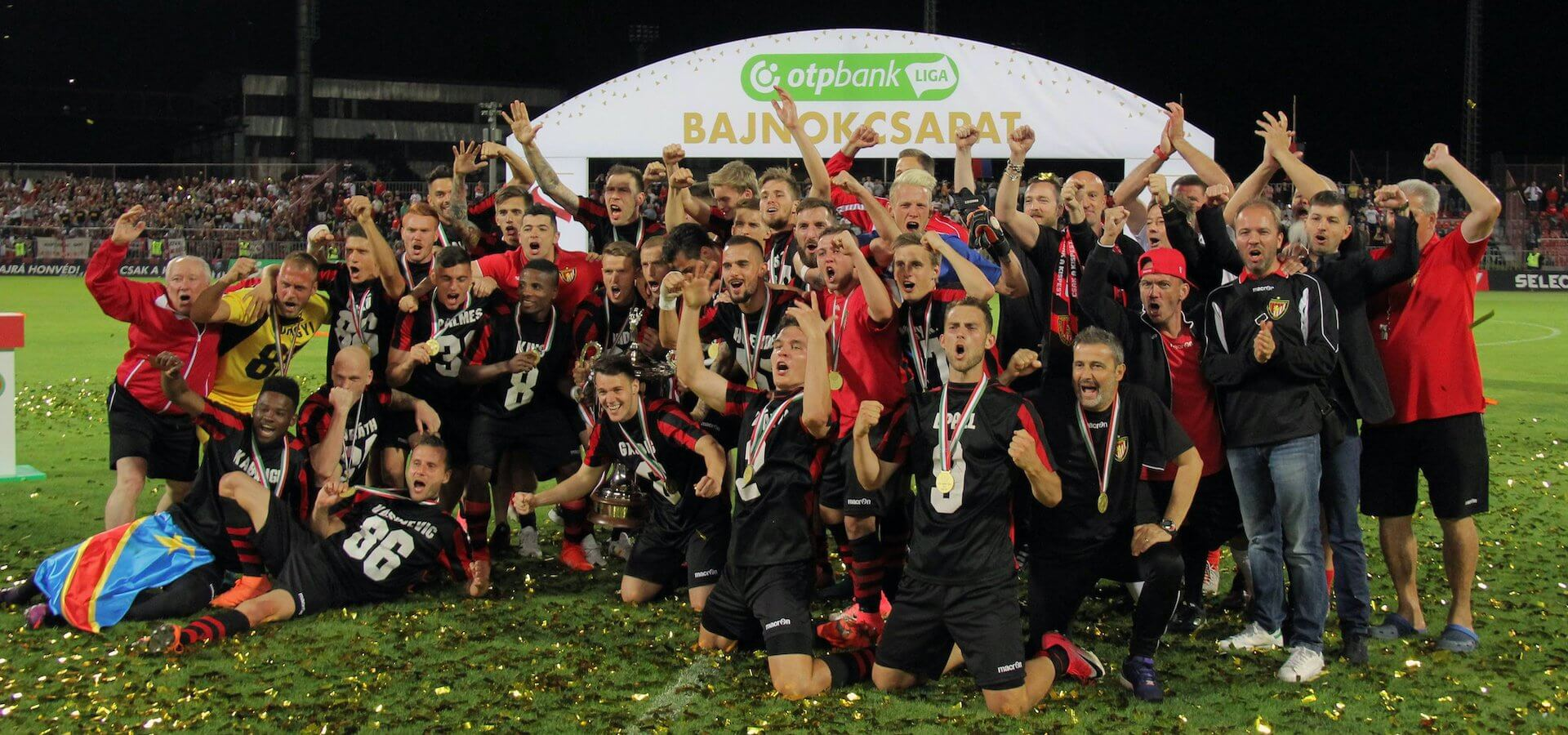
La squadra del campionato 2017.

La stagione 2016-2017 è la quinta per il tecnico italiano Marco Rossi sulla panchina di Kispest, la campagna acquisti estiva vede fra tutti il riscatto dell'attaccante Márton Eppel dal Dunaújváros che aveva ben figurato nei sei mesi trascorsi in prestito con la squadra rossonera e il ritorno a distanza di quattro anni dall'ultima volta di Davide Lanzafame beniamino della tifoseria insieme all'ingresso di giovani di buona prospettiva come Márk Koszta e Donát Zsótér. Il campionato inizia subito nel migliore dei modi con l'Honvéd nelle prime tre posizioni nelle prime dieci giornate, con la vittoria per 2-1 sulla capolista Vasas avvenuta il 26 novembre 2016 la squadra balza da sola in testa alla classifica fino al 4 marzo 2017 quando subisce una brusca battuta d'arresto perdendo 3-0 in una partita caratterizzata da molte polemiche arbitrali ai danni della squadra rossonera contro il Fehérvár andando a finire con gli stessi punti entrambi in prima posizione. Ma grazie alla coppia d'attacco Eppel-Lanzafame capace di segnare da sola 27 delle 55 reti effettuate dalla squadra e al grande lavoro del tecnico di Druento nelle successive 11 partite rimanenti la squadra si dimostra in una sorprendente forma fisica portando a casa 8 successi, 2 sconfitte ed un solo pareggio, questa costanza di risultati porteranno il 27 maggio a vincere davanti ai propri tifosi la sfida scudetto contro il Videoton nell'ultima partita della stagione per 1-0 e a portare il tricolore del quattordicesimo scudetto dopo 24 lunghi anni di attesa al club di Kispest, premiando il mister Rossi come allenatore dell'anno ed Eppel al titolo di capocannoniere della NBI, fermandosi invece in Coppa d'Ungheria agli ottavi di finale. 

### Nuovi cambi di presidenza e nuovo declino
Il 27 maggio 2017, Rossi si dimise dopo aver vinto il titolo. Come nuovo allenatore venne scelto Erik van der Meer primo allenatore olandese nella storia del club, in estate partirono alcuni dei migliori giovani giocatori che avevano contribuito pochi mesi prima alla conquista dello scudetto come Márk Koszta e Donát Zsótér insieme ai senatori Dušan Vasiljević e Patrik Hidi rispettivamente vicecapitano e capitano. Mentre tra gli arrivi c'è a distanza di 5 anni dall'ultima volta il centravanti Danilo e l'ex nazionale ungherese Zsolt Pölöskei. La squadra dopo un'assenza di 23 anni dalla Champions League venne eliminata al 2º turno di qualificazione dagli israeliani dell'Hapoel Be'er Sheva. In campionato dopo un buon inizio con la squadra nei primi 3 posti subisce un evidente calo e una crisi di risultati che porterà all'esonero del tecnico olandese reo di non aver acceso mai il feeling con la squadra e i tifosi, portando il terzo ritorno in carriera di Attila Supka che aveva già guidato il club alla vittoria della Coppa d'Ungheria 2006-07 e alla finale persa l'anno successivo. Seppur ottenendo risultati altalenanti riuscirà a portare la squadra a piazzarsi al 4º posto ottenendo l'ultimo pass per il posto in Europa League 2018-2019 con Davide Lanzafame capocannoniere del torneo.
Nel settembre 2018 con una manifestazione d'addio svolta con alcune partite di vecchie glorie, mostre dei trofei, passerella dell'attuale squadra e fuochi artificiali oltre che alla presenza massiccia degli ultras e del pubblico in cui fa registrate il tutto esaurito. Dopo ben 85 anni, lo stadio chiude i battenti per una completa ricostruzione. Nei primi mesi del 2019 iniziano i lavori di demolizione delle strutture, il nuovo stadio che si chiamerà Bozsik Aréna avrà più di 8.000 posti a sedere.
A novembre 2018 Filip Holender con la chiamata da parte della nazionale ungherese nella vittoria della League of Nations contro la Finlandia, diventa il 100º giocatore del club ad andare in nazionale maggiore. Il 22 novembre 2018, avviene una svolta ed un significativo passo avanti nell'educazione e potenziamento dei giovani, il proprietario del club George F. Hemingway con il primo ministro Viktor Orbán ha consegnato ufficialmente il Centro di allenamento dell'Accademia di calcio ungherese della Honvéd, (Magyar Futball Akadémia Kft.) centro sportivo più all'avanguardia d'Ungheria, dotato di tutti i comfort e delle nuove tecniche e metodi, costruito con un investimento di 4,2 miliardi di HUF.
L'8 aprile 2019, dopo 13 anni George F. Hemingway lascia ufficialmente la presidenza, vendendo il 100% delle quote al gruppo ungherese Reditus Equity Zrt, vicino al presidente Viktor Orbán.
Nella stessa stagione la squadra riesce ad arrivare in finale di Coppa d'Ungheria persa nella ripresa per 2-1 contro il MOL Vidi con la magra consolazione di annoverare un suo calciatore, nella fattispecie David N'Gog in testa alla classifica dei marcatori.
La stagione 2019-20 vede al timone del club Giuseppe Sannino quinto tecnico italiano nella storia del club, e il ritorno di Lanzafame, in una stagione segnata dal COVID-19 che vede dapprima la sospensione precauzionale a causa del propagarsi del virus del tecnico italiano e di tutto il suo staff, e successivamente alle dimissioni di Sannino a causa del propagarsi del COVID-19 avvenute il 19 marzo con la squadra al terzo posto in campionato e con le semifinali di Coppa d'Ungheria ancora da disputare e del blocco del campionato. Come sostituto venne chiamato István Pisont ex gloria del club e allenatore della squadra riserve. Nonostante la poca esperienza avuta con la prima squadra, lo porterà a vincere la Coppa d'Ungheria dopo aver battuto in finale 2-1 il Mezőkövesd-Zsóry alzando così il suo primo trofeo in carriera, e riportando la Coppa nazionale a Kispest dopo 11 anni.
Dopo tre anni passati al Nándor Hidegkuti Stadion per consentire i lavori di costruzione, il 24 luglio 2021 con una cerimonia solenne con ospite la neo vincitrice della UEFA Europa League il Villarreal, viene inaugurato ufficialmente il nuovo stadio ovvero la Bozsik Aréna con una capienza di 8200 posti e svariate migliorie, come il nuovo accesso pedonale dalla stazione ferroviaria di Kispest, la biglietteria automatica, il museo ecc. facendone uno degli stadi più alla avanguardia d'Ungheria.
Nella stagione 2021-22 la presidenza passa in mano a Gergely Kun uomo d'affari vicino al presidente Orbán. L'annata si rivela complicata anche a causa dell'inizio di taglio del budget messo a disposizione della nuova società, riuscendo a centrare la matematica salvezza solo all'ultima giornata di campionato. L'annata seguente parte ancora peggio affidando la squadra al quasi esordiente Tam Courts e vedendo la squadra vendere la maggior parte dei giocatori di spessore, venendo a malapena rinforzati con giocatori più deboli fatta eccezione dei soli Jairo Samperio e Brandon Dominguès arrivati negli ultimi giorni di calciomercato con la stagione già cominciata. A fine ottobre con la squadra all'ultimo posto viene esonerato Courts ingaggiando il croato Dean Klafurić. Durante il mercato invernale complice la grave situazione finanziaria non arrivano rinforzi, di fatto la società non riuscirà nella salvezza dalla massima serie, giunta all'ultima giornata, retrocedendo così a distanza di venti anni dall'ultima volta e per la seconda volta nella storia del club.
Il campionato 2023-24 parte sotto la guida del mister Máté Pinezits proveniente dal settore giovanile, venendo esonerato a novembre causa carenza di risultati, con la squadra traghettata ad interim dall'ex calciatore e bandiera del club Đorđe Kamber. Alla fine di una stagione caratterizzata dai crescenti problemi economici e societari la squadra terminerà al 9º posto finale, per la prima volta nella storia non riuscendo a ritornare prontamente nella massima serie. Stessa sorte per l'annata seguente, dove viene toccato il punto più basso nell'intera storia del club, con il girone di andata chiuso all'ultimo posto. Solo dopo l'ennesimo cambio di panchina con la squadra affidata a Tamás Feczkó riesce a trovare la quadra, inanellando una serie di quattro vittorie consecutive che mancavano dalla stagione 2018-19 salvando la squadra con due giornate di anticipo, chiudendo all'8º posto.

## Strutture

### Stadio

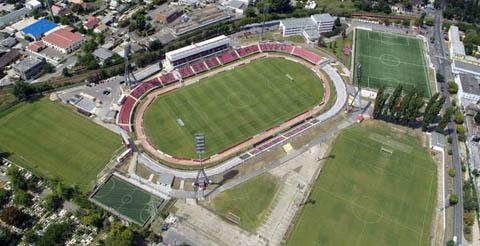
Veduta dall'alto del Bozsik Stadion

La squadra dopo la sua fondazione giocò le sue prime partite sul prato Katona (un campo che sorgeva tra tra via Fő e via Batthyány). 
Il primo complesso sportivo del Kispest AC fu costruito alla fine di via Sárkány. In origine era un grande appezzamento di terra di proprietà del comune di Kispest, allora un sobborgo dotato di un comune autonomo, oggi parte della città di Budapest. Il terreno fu donato dal comune e il complesso sportivo fu costruito con il notevole sostegno finanziario degli artigiani e dei commercianti di Kispest, principalmente dell'albergatore Ferenc Polacsek e del commerciante di legname Ferenc Herbacsek. La struttura fu inaugurata nel 1913 con il nome di Sárkány Utca (via del drago), ben presto i sostenitori e giocatori dei vari club che incontravano da avversari la soprannominarono "Grotta del Drago" .
Nel 1926 l'impianto subì un rinnovamento grazie ai fondi del comune di Kispest. Nel 1934 lo stadio bruciò a causa di un grande incendio che coinvolse soprattutto le strutture dell'impianto, principalmente fatte di legno.
Successivamente il presidente József Molnár, dopo aver superato una crisi economica, per sostituire il vecchio impianto danneggiato dal fuoco, fece costruire uno stadio più grande e più moderno. Il nuovo impianto fu inaugurato il 2 gennaio del 1938 con una capienza totale di 8 000 spettatori di cui 5 000 posti a sedere e 3 000 posti in piedi, il nuovo impianto all'avanguardia per l'epoca era dotato di spogliatoi moderni, dotati di acqua calda e fredda. Inoltre il nuovo stadio fu più facile da raggiungere perché situato ora a pochi metri dal capolinea del tram n. 42, all'interno dell'impianto sportivo fu costruito anche un complesso termale (oggi non più operativo).
Il 12 febbraio 1939 dato dalla volontà di accogliere sempre più persone desiderose a vedere un incontro del club, lo stadio fu ulteriormente ampliato e ammodernato portandolo alla capacità di 15 000 posti.
Nel 1945 subito dopo la fine della seconda guerra mondiale la gente di Kispest si impegnò nei lavori di ricostruzione dopo i pesanti danni bellici subiti.
Il 20 maggio del 1967, lo stadio fu ampliato portandolo ad una capienza di 25 000 spettatori, costruendo nuovi campi di allenamento sia in erba che in terra ed inaugurando anche l'impianto di illuminazione con una partita amichevole contro lo Szombathelyi Haladás.
Il 1º ottobre 1986 vi fu una cerimonia prima dell'incontro inaugurale per chiamare lo stadio Bozsik Stadion, in onore dell'omonima bandiera del club. La partita contro il Brøndby, valida per la Coppa dei Campioni, si concluse sul 2-2. Prima del calcio d'inizio Lajos Tichy, bandiera del club, tenne un discorso insieme al presidente Sándor Kiss. L'inaugurazione si concluse con dei fuochi d'artificio.
Il nuovo stadio fu dotato di un sistema di illuminazione ancora più potente e di un manto erboso di ultima generazione dotato di un sistema di riscaldamento installato sotto il campo, il terreno di gioco è stato allungato ed ampliato, e nel complesso sportivo è stato costruito un hotel con 20 camere ed un ristorante con 200 posti.
Nel 1990 gli spogliatoi ed i bagni sono stati rinnovati, la vecchia palestra è stata trasformata in un club VIP.
Nel 2006 esattamente 16 anni dopo, lo stadio cadde in rovina, ed il nuovo proprietario del club George Hemingway ha deciso di rinnovarlo completamente. Ora la nuova capacità dello stadio è di 10 000 posti, di cui 6 000 a sedere e 4 000 in piedi.
Nel settembre 2018 con una manifestazione d'addio svolta con alcune partite di vecchie glorie, mostre dei trofei, passerella dell'attuale squadra e fuochi artificiali oltre che alla presenza massiccia degli ultras e del pubblico in cui fa registrate il tutto esaurito. Dopo ben 85 anni, lo stadio chiude i battenti per una completa ricostruzione. Nei primi mesi del 2019 iniziano i lavori di demolizione delle strutture, il nuovo stadio avrà più di 8.000 posti a sedere.
Lo stadio è situato nella zona sud della città, in periferia, nel distretto XIX (Kispest). È accessibile da tutta l'Ungheria in quanto vicino all'autostrada M5, e distante 3,7 km dalla stazione della metropolitana Határ út della Linea M3 attraverso cui è collegato dalle linee 42 di tram (distante solo 350 m) e dagli autobus 93 e 93A della BKV.
Nell'attesa del completamento del proprio stadio, l'Honved gioca i propri incontri casalinghi al Nándor Hidegkuti Stadion, casa dei rivali delL'MTK.
il 24 luglio 2021 con una cerimonia solenne con ospite la neo vincitrice della UEFA Europa League il Villarreal, viene inaugurato ufficialmente il nuovo stadio ovvero la Bozsik Aréna con una capienza di 8200 posti e svariate migliorie, come il nuovo accesso pedonale dalla stazione ferroviaria di Kispest, la biglietteria automatica, il museo ecc. facendone uno degli stadi più alla avanguardia d'Ungheria.

### Centro di allenamento
La squadra si allena nei campi adiacenti al terreno di gioco, infatti la società è dotata di un vero e proprio centro sportivo con 3 campi da calcio, una palestra, un hotel, un ristorante, un negozio per i tifosi, una sala VIP ed in passato anche un complesso termale (oggi non più operativo). Il 22 novembre 2018, avviene una svolta ed un significativo passo avanti nell'educazione e potenziamento dei giovani, il proprietario del club George F. Hemingway con il primo ministro Viktor Orbán dopo due anni di lavori, ha consegnato ufficialmente il Centro di allenamento dell'Accademia di calcio ungherese della Honvéd, (Magyar Futball Akadémia Kft.) centro sportivo più all'avanguardia d'Ungheria, dotato di tutti i comfort e delle nuove tecniche e metodi, costruito con un investimento di 4,2 miliardi di HUF.

### Museo
La società dal 2014 dispone inoltre di un museo chiamato "Kispesti Futball Ház" situato nel quartiere di origine della squadra la XIX Circoscrizione, ovvero Kispest in Fő utca. 38, nel museo sono conservate foto, trofei, reperti, maglie e altri oggetti della squadra, dei calciatori che vi hanno giocato e di parti del vecchio Bozsik Stadion. Il museo è composto in aree tematiche suddivise in base agli anni del club, dalle origini fino ai giorni nostri. All'interno di esso è presente anche uno shop dove poter acquistare riedizioni e riproduzioni del materiale esposto. Frequentemente la società in accordo col museo organizza incontri con giocatori vecchi e nuovi del club.

## Società

### Sponsor
Segue la cronologia di fornitori tecnici e sponsor dell'Honvéd dal 2000.
| Cronologia degli sponsor tecnici - 2000-2003 Jako - 2003-2004 Gems - 2004-2006 Macron - 2006-2008 Hummel - 2008-2012 Nike - 2012-2015 Givova - 2015-oggi Macron | Cronologia degli sponsor ufficiali - 2000-2004 Wilkinson Sword - 2004-2006 COOL TURA, S.Oliver - 2014-2015 ideasport - 2015-2018 Volkswagen - 2018 Stratalis - 2018-2019 Non presente - 2019- TiPPMIX |

## Allenatori
Segue l'elenco degli allenatori in ordine cronologico alla guida dell'Honvéd.
- 1935-1937  Béla Stalmach
- 1937-1942  Ferenc Puskás I
- 1942-1943  Pál Titkos
- 1944  István Szokodi
- 1945-1947  Ferenc Puskás I
- 1947-1948  Béla Guttmann
- 1948-1951  Ferenc Puskás I
- 1952-1956  Jenő Kalmár
- 1957  Gábor Kiss
- 1957-1960  Károly Sós
- 1960-1962  György Babolcsay
- 1962-1963  Gyula Lóránt
- 1963  Nándor Bányai
- 1963-1966  Mihály Kispéter
- 1966  József Bozsik
- 1967  József Bozsik
 György Babolcsay
- 1968-1971  Kálmán Preiner
- 1971  György Babolcsay
- 1971-1973  József Mészáros
- 1973-1974  Lajos Faragó
- 1974-1976  Károly Lakat
- 1976-1982  Lajos Tichy
- 1982-1986  Imre Komora
- 1986-1987  István Vági (lug.-dic.)
 Imre Komora (gen.-giu.)
- 1987-1988  Bertalan Bicskei
- 1988-1989  Bertalan Bicskei
 József Both
- 1989-1990  József Both
 Sándor Haász
- 1990-1992  György Mezey
- 1992-1993  József Verebes
 Lajos Szurgent
 Martti Kuusela
- 1993-1994  Martti Kuusela
- 1994-1995  Dimitri Davidović
 Mihály Kozma
- 1995-1996  Péter Török
- 1996-1997  Bertalan Bicskei
 Zoltán Varga
- 1997-1998  Imre Komora
- 1998-1999  György Gálhidi
- 1999-2000  Imre Komora
 Soós Reszeli
- 2000-2001  Barnabás Tornyi
- 2001-2002  Lajos Szurgent (lug.-set.)
 Róbert Glázer (set.-dic.)
 Lajos Détári (gen.-giu.)
- 2002-2003  József Fitos (lug.-ago.)
 Ioan Pătrașcu (ago.-nov.)
 Lajos Szurgent (nov.-gen.)
 Tibor Őze (gen.-apr.)
 József Duró (apr.-giu.)
- 2003-2004  György Gálhidi
- 2004-2005  György Bognár (ago.-dic.)
 Lajos Szurgent (gen.-apr.)
 Károly Gergely (apr.-giu.)
- 2005-2006  Aldo Dolcetti
- 2006-2007  Aldo Dolcetti (lug.-ott.)
 Attila Supka (ott.-giu.)
- 2007-2008  Attila Supka
- 2008-2009  Gábor Pölöskei (lug.-gen.)
 Tibor Sisa (gen.-giu.)
- 2009-2010  Tibor Sisa (lug.-ott.)
 Massimo Morales (ott.-giu.)
- 2010-2011  Massimo Morales (lug.-ott.)
 László Szalai (ad interim) (nov.-dic.)
 Attila Supka (gen.-giu.)
- 2011-2012  Attila Supka
- 2012-2013  Marco Rossi
- 2013-2014  Marco Rossi (lug.-apr.)
 Simon Miklós (ad interim) (apr.-giu.)
- 2014-2015  Pietro Vierchowod (lug.-ott.)
 József Csábi (ott.-feb.)
 Marco Rossi (feb.-giu.)
- 2015-2017  Marco Rossi
- 2017-2018  Erik van der Meer (lug.-dic.)
 Attila Supka (dic.-giu.)
- 2018-2019  Attila Supka
- 2019-2020  Giuseppe Sannino (lug.-mar.)
 István Pisont (mar.-giu.)
- 2020-2021  Tamás Bódog (lug.-dic.)
 István Pisont (dic.-feb.)
 Ferenc Horváth (feb.-giu.)
- 2021-2022  Ferenc Horváth (lug.-dic.)
 Nebojša Vignjević (feb.-giu.)
- 2022-2023  Tam Courts (lug.-ott.)
 Dean Klafurić (ott.-giu.)
- 2023-2024  Máté Pinezits (lug.-ott.)
 Đorđe Kamber (ott.-nov.)
 Aurél Csertői (nov.-giu.)
- 2024-2025  Aurél Csertői (lug.-ago.)
 Zsolt Laczkó (ago.-dic.)
 Tamás Feczkó (dic.-giu.)

## Calciatori

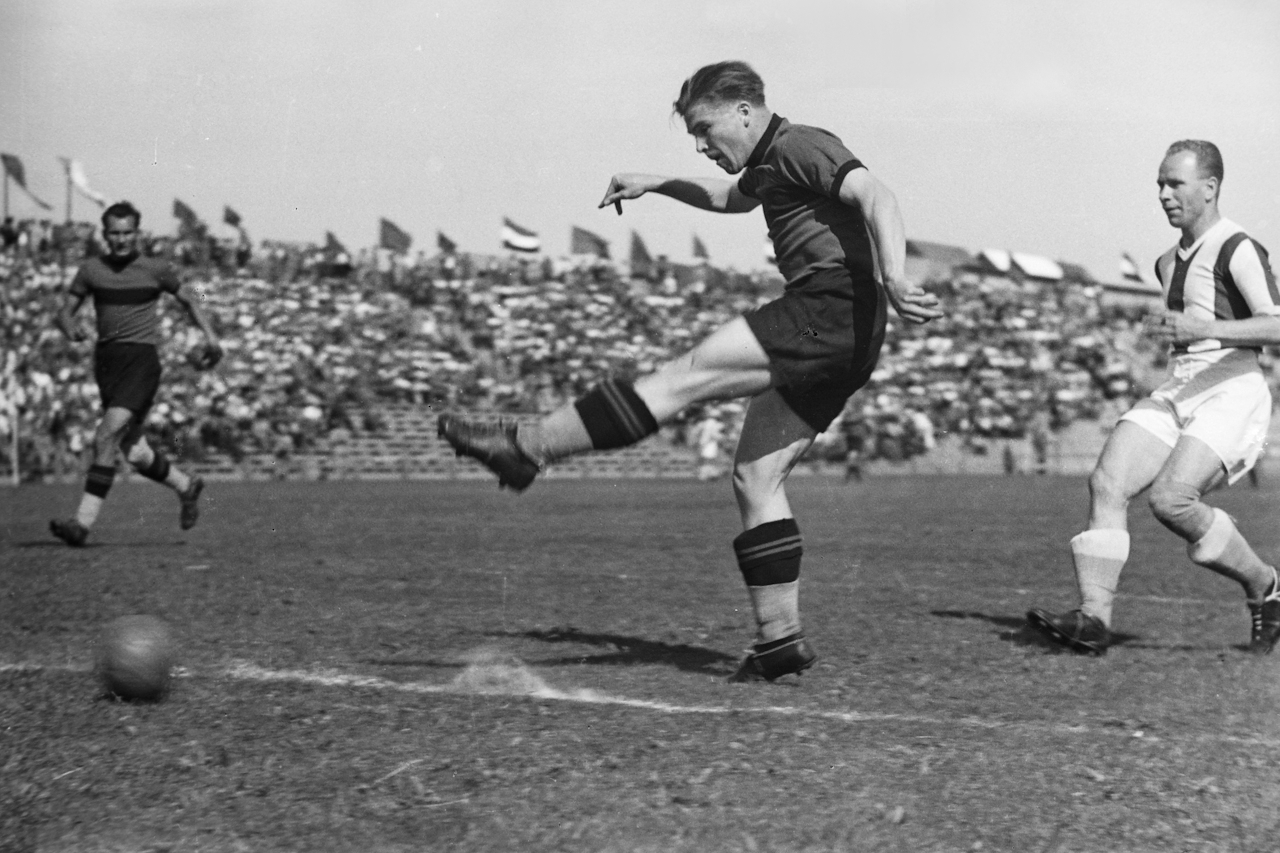
Ferenc Puskás, massimo cannoniere della storia dell'Honvéd

Negli anni quaranta e cinquanta hanno militato per l'Honvéd alcuni tra i migliori calciatori ungheresi. Tra questi ricordiamo Ferenc Puskás, miglior marcatore della storia rossonera e universalmente riconosciuto come uno dei più talentuosi calciatori di tutti i tempi; József Bozsik, che ha indossato solo la maglia dell'Honvéd per diciannove anni e a cui è intitolato lo stadio. Insieme ad altri, fra i quali Zoltán Czibor e Sándor Kocsis, formarono l'ossatura della mitica Aranycsapat, la nazionale ungherese che espresse il miglior calcio del mondo di quell'epoca e giunta ad un passo dal vincere il campionato mondiale.
Negli anni ottanta e novanta, durante il quale il club vinse otto campionati nazionali hanno vestito i colori del club Lajos Détári, Béla Illés e Sándor Torghelle.

### Maglie ritirate
- Ferenc Puskás, 10

L'Honvéd nel luglio 2000 ritirò la maglia n. 10 appartenuta a Ferenc Puskás dal 1939 al 1956, come tributo alla sua classe e al contributo offerto in diciassette anni con i colori rossoneri.

### Contributo alle Nazionali

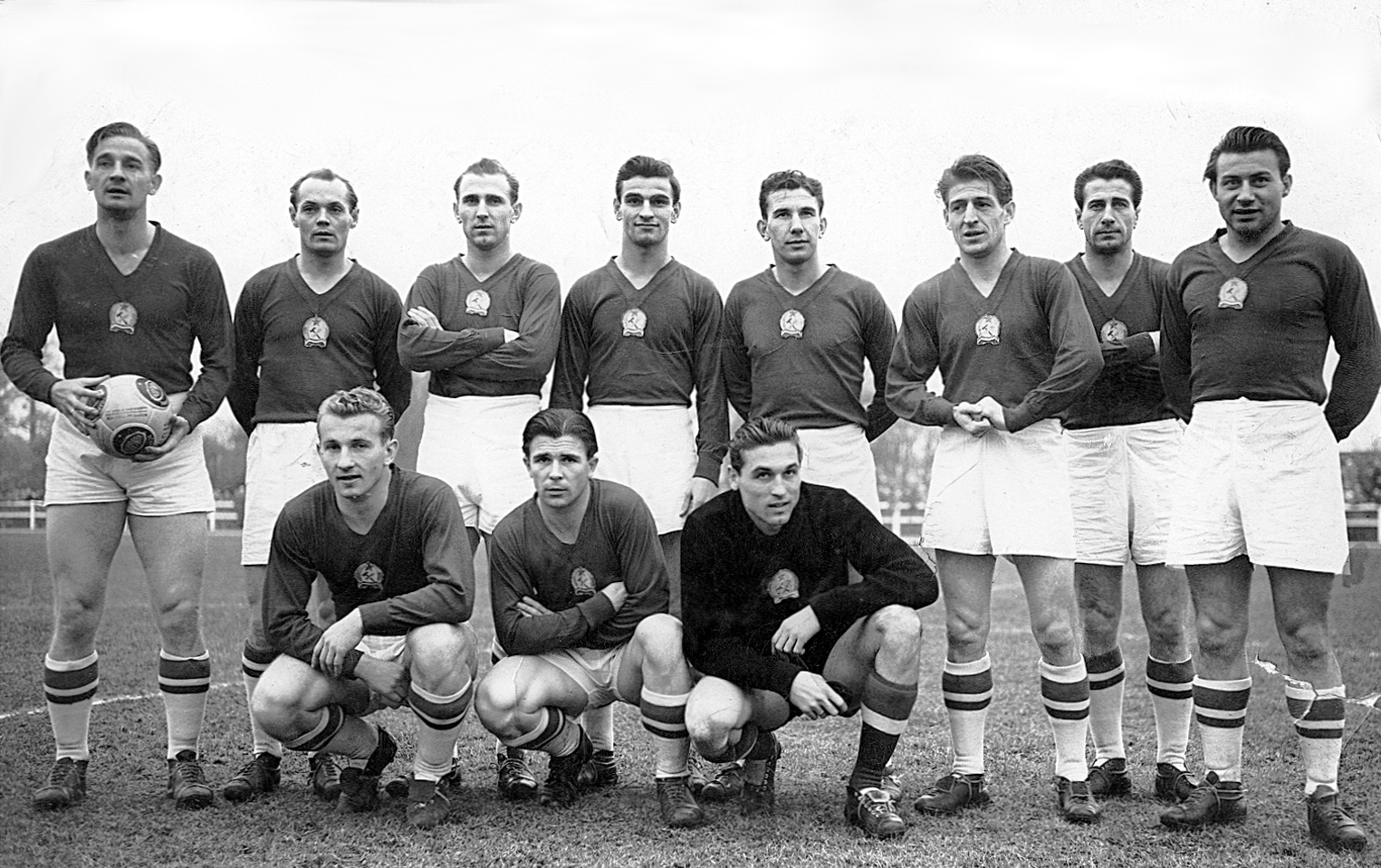
La Squadra d'oro nel 1953: vi figurano 7 giocatori all'epoca militanti nell'Honvéd

L'Honvéd nella sua storia ha contribuito a fornire diversi giocatori alla nazionale ungherese. Il recordman di presenze è József Bozsik che con le sue 101 partite giocate è il secondo giocatore più presente in assoluto della nazionale, mentre Ferenc Puskás con 84 reti detiene il record (assoluto) di marcature.
Negli anni cinquanta l'ossatura della nazionale, che viene ricordata come Squadra d'oro (ungherese: Aranycsapat), era costituita da molti giocatori dell'Honvéd. Nella nazionale campione olimpica del 1952 vi erano dieci giocatori militanti nella squadra di Kispest (Bozsik, Budai, Grosics, Katona, L. Kocsis, S. Kocsis, Komora, Lóránt, Nógrádi e Puskás) e sette nella selezione che arrivò seconda al campionato mondiale del 1954 (Bozsik, Budai, Czibor, Grosics, Kocsis, Lóránt e Puskás).
Ferenc Puskás ha indossato dal 1950 al 1956 la fascia di capitano della nazionale magiara.

### Vincitori di titoli
Calciatori campioni olimpici di calcio
- József Bozsik (Helsinki 1952)
- László Budai (Helsinki 1952)
- Zoltán Czibor (Helsinki 1952)
- Gyula Grosics (Helsinki 1952)
- Sándor Kocsis (Helsinki 1952)
- Gyula Lóránt (Helsinki 1952)
- Ferenc Puskás (Helsinki 1952)
- Sándor Katona (Tokyo 1964)
- Imre Komora (Tokyo 1964)
- György Nagy (Tokyo 1964)
- Ferenc Nógrádi (Tokyo 1964)

## Palmarès

### Competizioni nazionali
- Campionato ungherese: 14

1949-1950, 1950, 1952, 1954, 1955, 1979-1980, 1983-1984, 1984-1985, 1985-1986, 1987-1988, 1988-1989, 1990-1991, 1992-1993, 2016-2017
- Coppa d'Ungheria: 8

1925-1926, 1964, 1984-1985, 1988-1989, 1995-1996, 2006-2007, 2008-2009, 2019-2020
- Nemzeti Bajnokság II: 1

2003-2004

### Competizioni internazionali
- Coppa Mitropa: 1

1959
- Coppa Intertoto: 1

1978

### Altri piazzamenti
- Campionato ungherese:

Secondo posto: 1946-1947, 1951, 1953, 1957-1958, 1963, 1964, 1969, 1971-1972, 1974-1975, 1977-1978, 1993-1994
Terzo posto: 1919-1920, 1948-1949, 1958-1959, 1982-1983, 1991-1992, 2012-2013
- Coppa d'Ungheria:

Finalista: 1954-1955, 1968, 1969, 1972-1973, 1982-1983, 1987-1988, 1989-1990, 1993-1994, 2003-2004, 2007-2008, 2018-2019
Semifinalista: 1975-1976, 1980-1981, 2004-2005, 2009-2010
- Coppa di Lega ungherese:

Semifinalista: 2014-2015
- Supercoppa d'Ungheria:

Finalista: 1993, 2007, 2009
- Coppa Mitropa:

Finalista: 1974-1975, 1977-1978
Semifinalista: 1955, 1969-1970
- Coppa Intertoto UEFA:

Finalista: 2008

## Statistiche e record

### Statistiche individuali

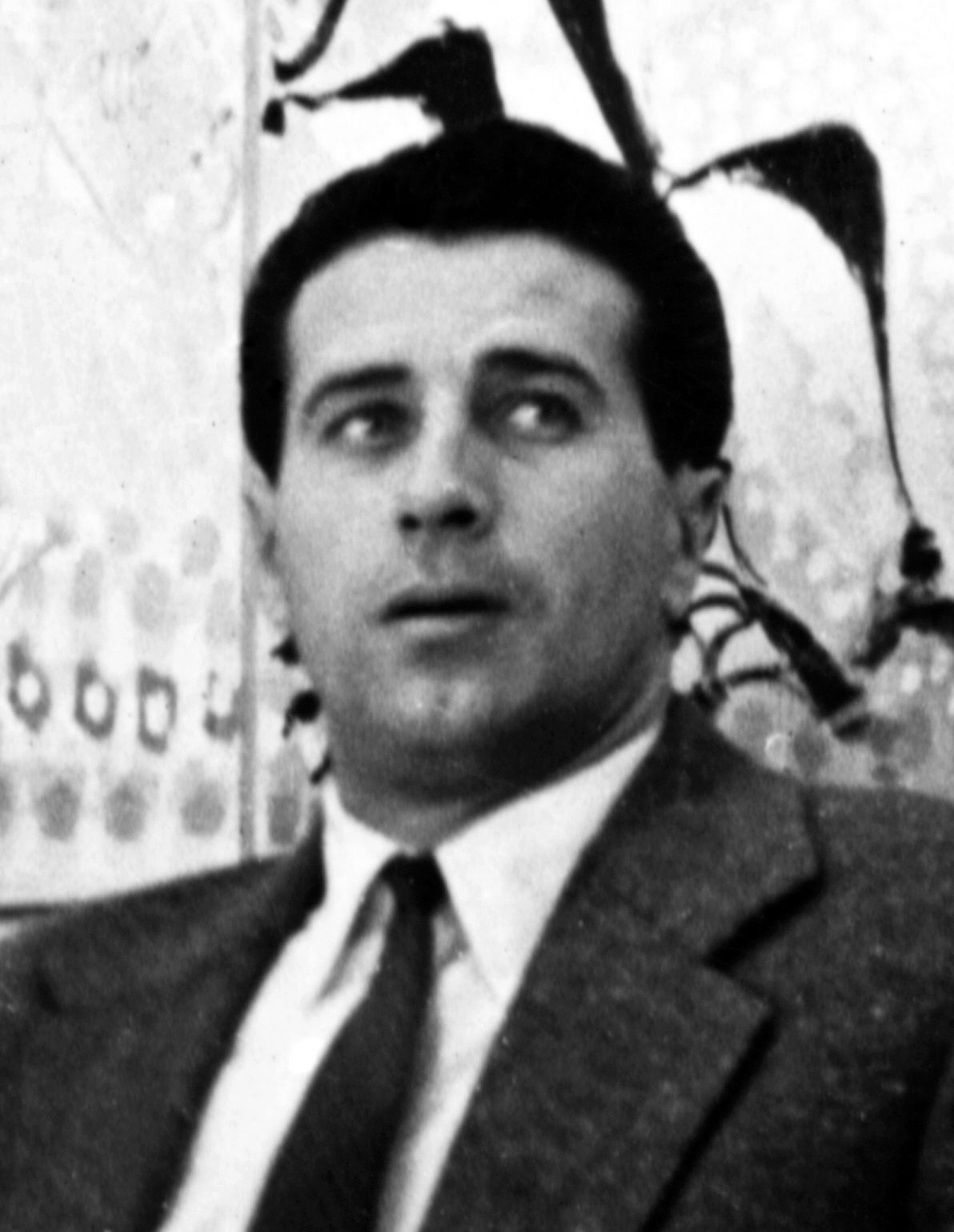
József Bozsik, primatista di presenze nella storia dell'Honvéd

Seguono le liste dei 10 calciatori con maggior numero di presenze e reti.
| Record di presenze - 447 József Bozsik (1943-1962) - 349 Ferenc Puskás (1943-1956) - 342 Mihály Kozma (1969-1981 e 1982-1984) - 320 Lajos Tichy (1953-1971) - 319 József Nemes (1930, 1933-1936 e 1937-1946) - 318 József Pál (1969-1982 e 1983-1984) - 306 Nándor Bányai (1946-1960) - 291 László Gyimesi (1974-1987 e 1987-1988) - 284 József Varga (1973-1985) - 281 Béla Bodonyi (1976-1987) | Record di reti - 358 Ferenc Puskás (1943-1956) - 247 Lajos Tichy (1953-1971) - 219 Mihály Kozma (1969-1981 e 1982-1984) - 214 József Nemes (1930, 1933-1936 e 1937-1946) - 177 Sándor Kocsis (1950-1956) - 112 József Mészáros (1940-1948) - 93 Lajos Kocsis (1967-1977) - 89 Imre Serényi - 80 Béla Bodonyi (1976-1987) - 75 István Weimper (1974-1980) |

### Partecipazioni ai tornei internazionali
| Competizione          | Partecipazioni | Debutto   | Ultima stagione | Totale |
| --------------------- | -------------- | --------- | --------------- | ------ |
| Coppa dei campioni    | 8              | 1956-1957 | 1991-1992       | 10     |
| UEFA Champions League | 2              | 2009-2010 | 2017-2018       | 10     |
| Coppa delle Coppe     | 4              | 1964-1965 | 1996-1997       | 4      |
| Coppa UEFA            | 10             | 1972-1973 | 2007-2008       | 16     |
| UEFA Europa League    | 6              | 2009-2010 | 2020-2021       | 16     |
| Coppa Intertoto       | 1              | 1983      | 1983            | 3      |
| Coppa Intertoto UEFA  | 2              | 2002      | 2008            | 3      |

## Tifoseria

### Storia
I primi segnali di tifo ci furono già nel 1920 con la gente di Kispest entusiasta di avere una propria squadra, accorreva numerosa ad ogni partita casalinga. Le statistiche dicono che negli anni dell'occupazione sovietica era la squadra più seguita d'Ungheria. Ad oggi si contano circa 80000-90000 tifosi sparsi per il paese. I principali gruppi ultras dell'Honvéd sono stati gli "Ultra Red Boys" primo storico gruppo organizzato della storia ungherese nato nel novembre del 1991 dopo la caduta dell'Unione Sovietica, oggi non più esistente. I componenti del gruppo formatosi in quel periodo si ispiravano agli ultras italiani, e nella partita di Coppa dei Campioni giocata allo Stadio Marassi di Genova, per la prima volta nella storia dopo la caduta del comunismo, ci fu un esodo di massa dei tifosi ungheresi, oltre il confine. Nel 1995 fu la volta degli "Szelídek" gruppo fondato da giovani di Kispest, di ispirazione italiana che fino al 2004, anno del loro scioglimento hanno partecipato attivamente a trasferte anche all'estero, scontri ed iniziative. Nel 1997 nacque la "Nuova Guardia" il terzo storico e tra i più importanti gruppi del tifo organizzato, sempre di ispirazione al tifo italiano. Sul finire degli anni 90' nacquero i "Red Lions" e ci fu il gemellaggio con l'Haladás, gemellaggio tra i più vecchi e saldi d'Ungheria che dura ancora oggi. Agli inizi 2000 la squadra attraversò il primo fallimento in quasi 100 anni di storia, retrocedendo in B, ma sorprendentemente i tifosi continuarono ad aumentare, e nel nuovo millennio nacquero vari gruppi come "Havanna", "Corleone", i "KHO" nati nel 2003, ed i "Szövetség" nati nel 2004 dopo lo scioglimento degli Szelídek, creando in quegli anni una nuova amicizia che dura tutt'ora con il Nyíregyháza. Nel 2005, tifosi ed ex giocatori del club hanno fondato la Kispesti Football Support Association. L'obiettivo principale di questa organizzazione è sostenere il calcio a Kispest e unire i simpatizzanti e i gruppi di sostenitori del club. Dal 2007 al 2010 i giovani di Kispest diedero vita al gruppo "Myrmidons". Verso la fine degli anni 2010 ed inizi 2020, tra i gruppi che al momento animano il tifo e la curva, ci sono gli "Ultras Kispest Sezione Italia" primo gruppo della storia del tifo organizzato in Ungheria interamente composto da giovani italiani, con un forte senso di integrazione verso il quartiere e la storia del tifo rossonero, e i "Troublemakers" nuovo gruppo di giovani di Kispest, sono nate inoltre, varie amicizie con le tifoseria italiane di Venezia e Chioggia Sottomarina, con quella polacca del  Widzew Łódź e con il Kecskemét. Nonostante lo scarso rendimento della squadra, il numero dei tifosi negli ultimi anni è aumentato, poiché molti giovani hanno iniziato ad assistere alle partite. La rivalità più sentita tra la tifoseria rossonera è quella verso i concittadini del Ferencváros, dell'Újpest e del Vasas.

### Gemellaggi e rivalità
Gemellaggi
- Haladás

Amicizie
- Nyíregyháza
- Chioggia Sottomarina
- Venezia
- Kecskemét
- Widzew Łódź

Rivalità
- Békéscsaba
- Debrecen
- Diósgyőr
- Ferencváros
- MTK Budapest
- Újpest
- Vasas
- Fehérvár
- Zalaegerszeg

## Organico

### Rosa 2024-2025
Rosa aggiornata al 25 febbraio 2025.
| N. |                     | Ruolo | Calciatore              |
| -- | ------------------- | ----- | ----------------------- |
| 4  | Ungheria (bandiera) | D     | Alex Szabó              |
| 5  | Ungheria (bandiera) | D     | Dominik Csontos         |
| 7  | Ungheria (bandiera) | C     | Dávid Holman (capitano) |
| 8  | Ungheria (bandiera) | C     | Ákos Sigér              |
| 9  | Ungheria (bandiera) | C     | Sebestyén Ihrig-Farkas  |
| 13 | Ungheria (bandiera) | C     | Tamás Csilus            |
| 14 | Romania (bandiera)  | D     | Cornel Ene              |
| 15 | Ungheria (bandiera) | D     | Bonifác Csonka          |
| 16 | Ungheria (bandiera) | C     | Viktor Petrók           |
| 17 | Slovenia (bandiera) | A     | Patrik Pinte            |
| 19 | Ucraina (bandiera)  | D     | Viacheslav Kulbachuk    |
| 20 | Ungheria (bandiera) | A     | Dominik Földi           |
| 22 | Ungheria (bandiera) | C     | Noel Keresztes          |
| 23 | Ungheria (bandiera) | A     | Zoltán Medgyes          |
| 27 | Ungheria (bandiera) | D     | Zsombor Bévárdi         |

| N. |                       | Ruolo | Calciatore                   |
| -- | --------------------- | ----- | ---------------------------- |
| 31 | Ungheria (bandiera)   | P     | Gábor Megyeri                |
| 32 | Ungheria (bandiera)   | C     | Ádám Somogyi                 |
| 33 | Ungheria (bandiera)   | D     | Szilveszter Hangya           |
| 40 | Ungheria (bandiera)   | C     | Ádám Szamosi                 |
| 44 | Ungheria (bandiera)   | D     | Ákos Baki                    |
| 47 | Ungheria (bandiera)   | D     | Tibor Szabó                  |
| 49 | Serbia (bandiera)     | D     | Branko Pauljević             |
| 71 | Ungheria (bandiera)   | A     | Kevin Kántor                 |
| 74 | Ungheria (bandiera)   | A     | Simon Benedek                |
| 77 | Ungheria (bandiera)   | A     | Richárd Vernes               |
| 83 | Slovacchia (bandiera) | P     | Tomáš Tujvel (vice capitano) |
| 87 | Ungheria (bandiera)   | C     | Barna Kesztyűs               |
| 95 | Ungheria (bandiera)   | P     | Gergő Rácz                   |
| 97 | Ungheria (bandiera)   | A     | Balázs Farkas                |
| 99 | Ungheria (bandiera)   | D     | István Pekár                 |

## Attività polisportiva

### Pallanuoto
La squadra di pallanuoto del club è la Domino Budapest Honvéd Sport Egyestilet. Il club è il dominatore del campionato ungherese negli anni 2000, vincendo sei titoli consecutivi tra il 2001 ed il 2006 e l'Eurolega nel 2004, oltre ad esserne finalista nel 2001, nel 2002 e nel 2005. Esiste anche una sezione femminile, vincitrice di una Coppa LEN e di una Supercoppa LEN nel 2006, oltre che di tre campionati nazionali.

#### Palmarès maschile
- Campionato d'Ungheria: 6
  - 2001, 2002, 2003, 2004, 2005, 2006
- Coppa d'Ungheria: 8
  - 1953, 1954, 1958, 1959, 1979, 1999, 2007, 2010
- Supercoppa d'Ungheria: 2
  - 2002, 2005
- Eurolega: 1
  - 2004
- Supercoppa europea: 1
  - 2004

#### Palmarès femminile
- Campionato ungherese: 3
  - 2006, 2007, 2008
- Coppe d'Ungheria: 3
  - 2005, 2007, 2009
- Coppa LEN: 1
  - 2006
- Supercoppa LEN: 1
  - 2006

### Pallamano
Attualmente la squadra milita nella terza serie nazionale, dopo aver dominato la scena nazionale tra gli anni sessanta e gli anni ottanta.

#### Palmarès
- Campionato ungherese di pallamano maschile: 14
  - 1952-53, 1963-64, 1964-65, 1965-66, 1966-67, 1967-68, 1968-69, 1972-73, 1976-77, 1977-78.
  - 1980-81, 1981-82, 1982-83, 1983-84.
- Coppa dei Campioni: 1
  - 1981-82.

### Pallacanestro

#### Palmarès
- Campionati ungheresi: 33
  - 1952, 1953, 1954, 1955, 1957, 1957/58, 1958/59, 1959/60, 1960/61, 1961/62, 1962/63, 1964, 1965, 1966, 1967, 1968, 1969, 1971, 1974, 1976, 1977, 1978, 1979, 1980/81, 1981/82, 1982/83, 1983/84, 1984/85, 1985/86, 1992/93, 1993/94, 1994/95, 1996/97
- Coppe d'Ungheria: 17
  - 1953, 1954, 1955, 1962, 1963, 1964, 1966, 1967, 1968, 1973, 1977, 1978, 1982, 1983, 1986, 1989, 1991